# Diadeliomimus vadoni
Diadeliomimus vadoni là một loài bọ cánh cứng trong họ Cerambycidae.